# Svenska högtider och traditioner
Svenska högtider och traditioner har många influenser. De äldsta, såsom jul och midsommar, har förkristna nordiska anor, även om de med kristendomen inordandes i de religiösa högtiderna och idag för många i det närmaste har mist sin religiösa signifikans. Sedan 1800- och 1900-talen har de inhemska traditionerna alltmer präglats av influenser från andra delar av världen. Så kommer julgranen och adventsstjärnan ursprungligen från Tyskland, medan Lucia är inspirerad av ett sicilianskt kristet helgon. Även fenomen från den engelsktalande världen, som mors dag och Halloween har blivit allmänna helgdagar
Allmänna helgdagar är i Sverige en juridisk term, som omfattar de dagar som nämns i (Lag (1989:253) om allmänna helgdagar).

## Årets högtider
- Trettondedag jul
- Tjugondedag jul
- Fettisdagen (tisdagen efter fastlagssöndagen)
- Våffeldagen (25 mars)

- Påsk (mars-april)

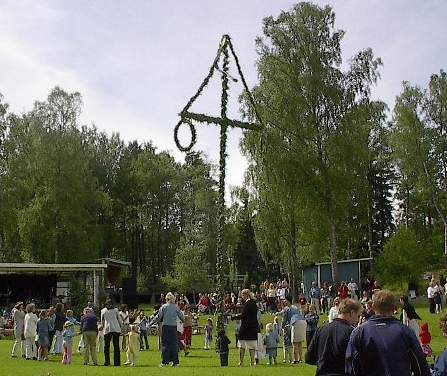
Midsommarfirande.

- Valborgsmässoafton (30 april) och första maj (Första maj allmän helgdag sedan 1939)[3]
- Kristi himmelsfärdsdag (40 dagar efter påsk)
- Pingst (10 dagar efter Kristi himmelsfärdsdag)
- Sveriges nationaldag (6 juni allmän helgdag sedan 2005)
- Midsommar (juni)
- Alla helgons dag-Allhelgonadagen (månadsskiftet oktober-november)
- Advent (slutet av november-december)

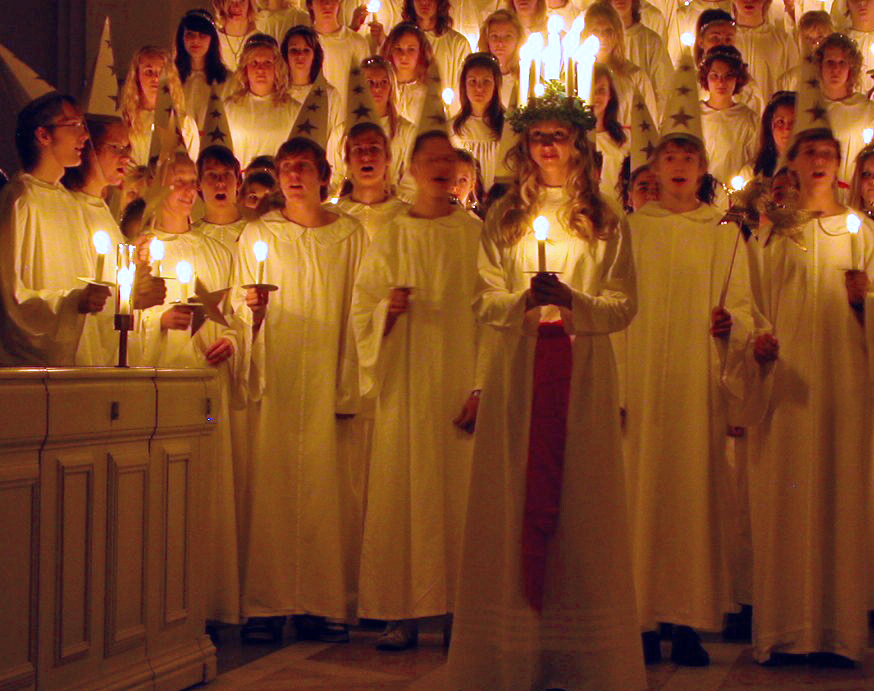
Lucia i Sverige 2006.

- Lucia (13 december)
- Jul (24-26 december)
- Nyårsafton (31 december)

## Regioner och kulturer

### Regionala högtider
- Fössta tossdan i mass, som äger rum den första torsdagen i mars, uppmärksammas i Småland genom att äta prinsesstårta
- Surströmmingspremiären, som äger rum den tredje torsdagen i augusti, uppmärksammas främst längs Norrlandskusten
- Ålagillen äger rum under hösten, främst i Skåne
- Gustav II Adolfs dödsdag (6 november) uppmärksammas främst i Göteborgsområdet, bland annat med Gustav Adolfsbakelser
- Mårtensafton eller Mårten Gås (10 november) firas numera främst i Skåne

### Samiska högtider och traditioner
Den samiska nationaldagen firas den 6 februari. Dagen firades första gången 1993 i samband med att FN inledde det internationella urbefolkningens år i Jokkmokk. Datumet valdes till minne det första samiska landsmötet, som hölls i Trondheim den 6 februari 1917.

## Livets högtider
Med 1800- och 1900-talens sekularisering och en ökande religiös och etnisk mångfald i befolkningen är rollen för Svenska kyrkan, eller kristendom och religion överhuvudtaget, inte längre lika given.

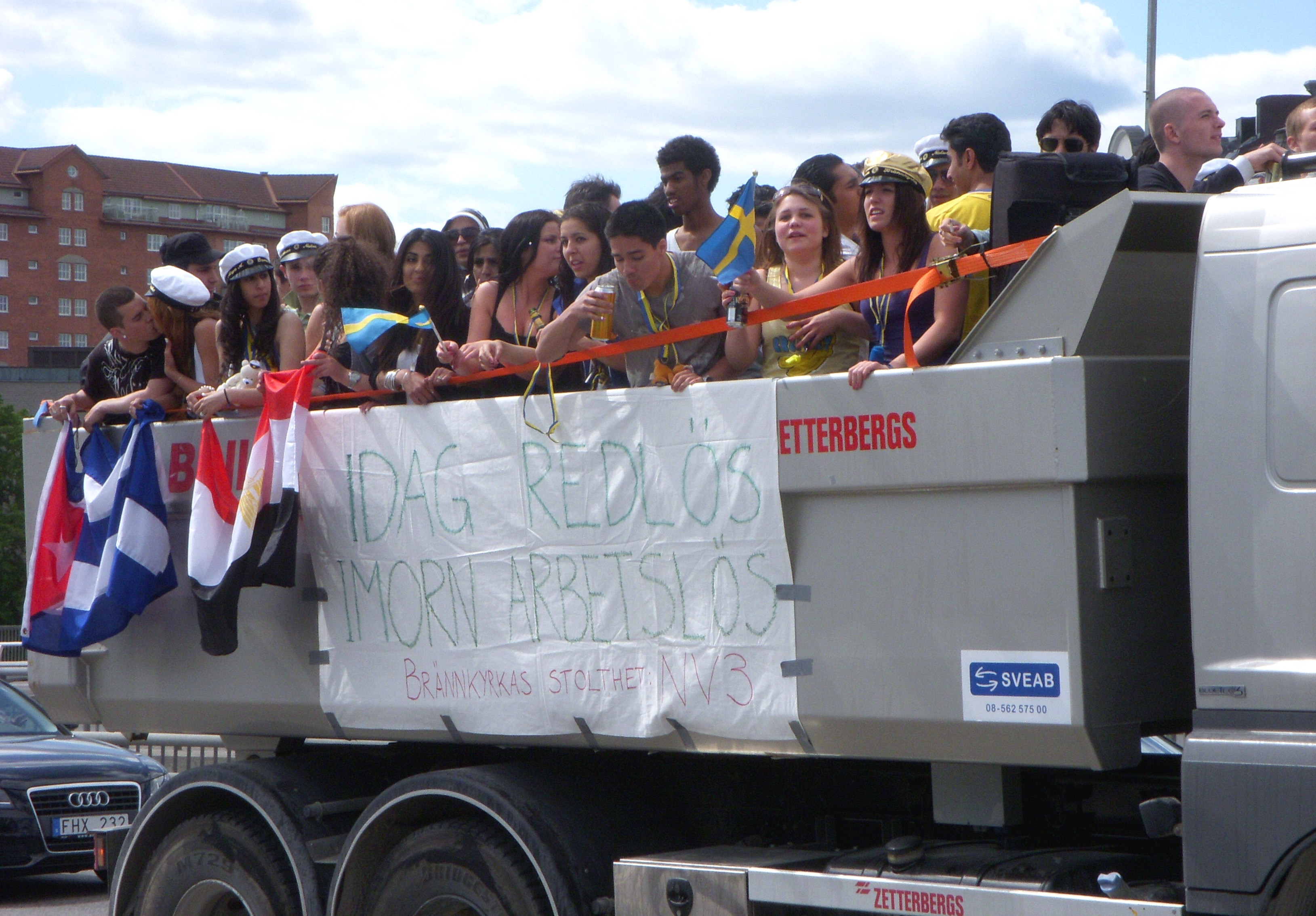
Studenten.

- Dop (trossamfund) (45,6 procent av alla nyfödda i Sverige döptes enligt Svenska kyrkans ordning 2015[4])
- Barnvälkomnande-namngivningsceremoni (icke-religiöst alternativ till dop)[5]
- Konfirmation (27,8 procent av alla 15-åringar i Sverige konfirmerades enligt Svenska kyrkans ordning 2015[4])
- Realexamen (juni, avskaffad från 1970-talet)
- Studentexamen (juni, Studenten efter 1968)
- Bröllop (kyrkbröllop har många gånger ersatts av rådhusbröllop)[6]
- Begravning (76,5 procent av alla avlidna i Sverige begravdes enligt Svenska kyrkans ordning 2015[4], men borgerlig begravning blir allt vanligare[7])

## Andra festdagar
- Alla hjärtans dag (14 februari)
- Internationella kvinnodagen (8 mars)
- Mors dag (sista söndagen i maj)
- Skolavslutning (början-mitten av juni)
- Skolstart (mitten-slutet av augusti)
- FN-dagen (24 oktober)
- Fars dag (andra söndagen i november)
- Julavslutning (mitten av december)
- Akademiska högtider och traditioner under året (promotion, installation med mera)

Det tidiga 2000-talet präglades av utbildningspolitiska bråk om skolavslutningen skulle hållas i skolsalen eller, som tidigare, i kyrksalen.
Kräftfisket som tradition förknippas främst med augusti, baserat på tidigare lagstiftning.
Semlan förknippas främst med tiden före påsk, men säljs på vissa håll även före jul.